# 白坂契
 白坂 契（しらさか ひさし、1961年5月10日 - ）は、アスレティックトレーナー、プロ野球コーチ。東京都出身。プロ野球選手としての経験はない。

## 経歴
千葉県立松戸南高等学校、日本体育大学卒業。中学校教諭を経て、「リボーンスポーツシステム」と「ヘルスパーク」でフィットネス、トレーニングを学ぶ。
2001年、立花龍司の後を受ける形で千葉ロッテマリーンズにコンディショニング担当として入団。2005年はボビー・バレンタイン監督の下、コンディショニング担当として「故障を未然に防ぐ」を実践。ロッテ日本一の立役者の1人とされる。
その手腕を評価され、2006年から読売ジャイアンツの一軍トレーニングコーチに就任。コーチ在任中6回のリーグ優勝、2回の日本一になった。2015年10月22日に今季をもって退団することが決まった。
2017年から2018年は韓国プロ野球のサムスン・ライオンズのトレーニングコーチを務めた。

## 詳細情報

### 背番号
- 76 （2006年 - 2011年）
- 100 （2012年 - 2013年）
- 97 （2014年 - 2015年）
- 71 （2017年 - 2018年）